# John Prentice (Comiczeichner)

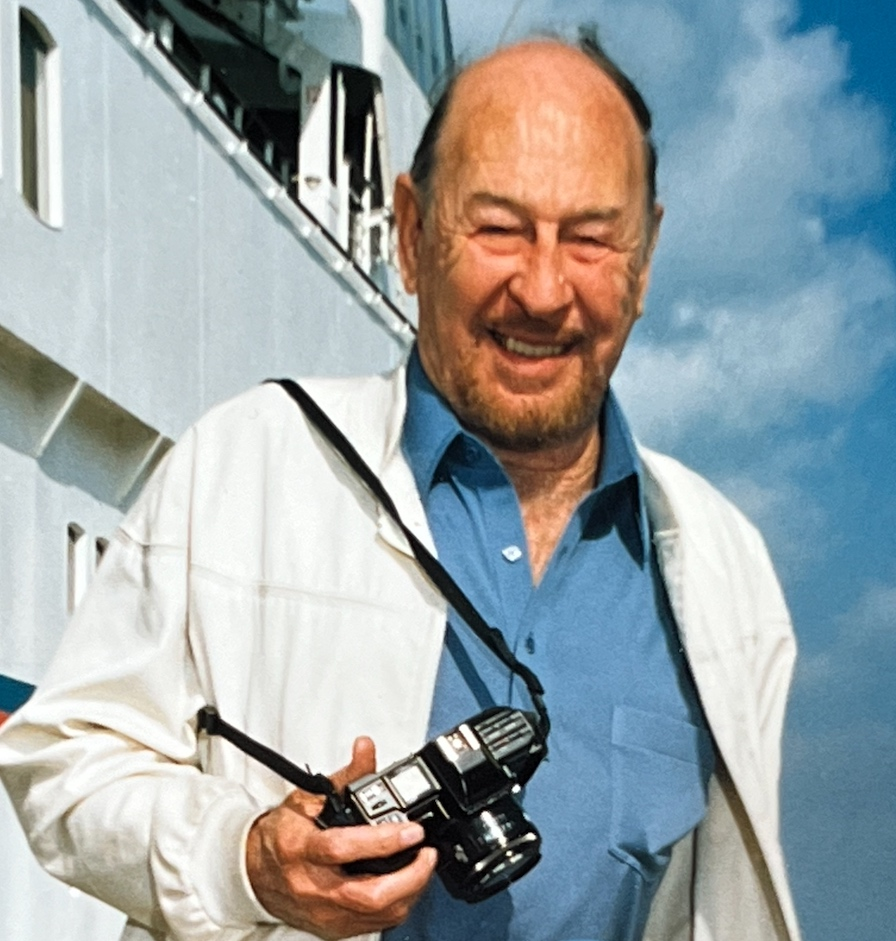
John Prentice

John Franklin Prentice (* 17. Oktober 1920 in Whitney, Texas; † 23. Mai 1999 in Connecticut) war ein US-amerikanischer Comiczeichner und Illustrator.

## Leben und Werk
Nachdem er seine Kindheit in Texas verbracht hatte, diente Prentice für sechs Jahre in der US-Marine und nahm während des Zweiten Weltkriegs an mehreren Seeschlachten teil. Nach dem Ausscheiden aus dem Militärdienst besuchte er das Art Institute of Pittsburgh und war anschließend in der Werbung tätig. Nach dem Unfalltod von Alex Raymond im September 1956 übernahm Prentice unterstützt von Fred Dickenson dessen Strip Rip Kirby und setzte diesen bis in das Jahr 1999 fort.
Prentice erhielt in den Jahren 1966, 1967 und 1986 den Story Newspaper Strip Award der National Cartoonist Society (NCS). Er starb im Mai 1999 an den Folgen einer Krebserkrankung.